# Eaton (condado de Brown, Wisconsin)
Eaton es un pueblo ubicado en el condado de Brown en el estado estadounidense de Wisconsin. En el Censo de 2010 tenía una población de 1.508 habitantes y una densidad poblacional de 23,96 personas por km².

## Geografía
Eaton se encuentra ubicado en las coordenadas 44°26′35″N 87°49′41″O / 44.44306, -87.82806. Según la Oficina del Censo de los Estados Unidos, Eaton tiene una superficie total de 62.94 km², de la cual 62.48 km² corresponden a tierra firme y (0.74%) 0.47 km² es agua.

## Demografía
Según el censo de 2010, había 1.508 personas residiendo en Eaton. La densidad de población era de 23,96 hab./km². De los 1.508 habitantes, Eaton estaba compuesto por el 98.28% blancos, el 0.13% eran afroamericanos, el 0.07% eran amerindios, el 0.93% eran asiáticos, el 0.27% eran isleños del Pacífico, el 0% eran de otras razas y el 0.33% pertenecían a dos o más razas. Del total de la población el 0.2% eran hispanos o latinos de cualquier raza.